# Dichelonyx crumbi
Dichelonyx crumbi är en skalbaggsart som beskrevs av Hatch 1971. Dichelonyx crumbi ingår i släktet Dichelonyx och familjen Melolonthidae. Inga underarter finns listade i Catalogue of Life.